# Maria do Céu Guerra

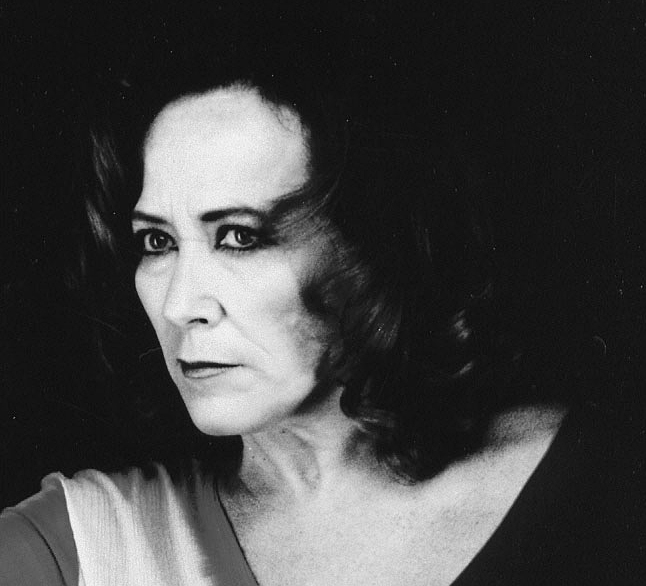
Maria do Céu Guerra (2007)

Maria do Céu Guerra de Oliveira e Silva (* 26. Mai 1943 in Lissabon) ist eine portugiesische Film-, Theater- und Fernseh-Schauspielerin und Theaterregisseurin.
Sie ist dem Theater Portugals als engagierte Darstellerin und Theater-Aktive bekannt und gilt Cineasten als versierte Schauspielerin. Dem großen Publikum ist sie eher als wandlungsreiche Darstellerin in Fernseh-Comedyreihen, Fernsehserien und Telenovelas, aber auch als Mitwirkende in Unterhaltungsshows vertraut.

## Leben
Maria do Céu Guerra besuchte das Liceu in ihrer Heimatstadt Lissabon bis zum Abitur und begann 1962 ein Studium der Romanistik an der Universität Lissabon. Dort entdeckt sie das Theater für sich und wird in der Theatergruppe der Universität aktiv.
1963 stand sie dort erstmals auf der Bühne, in Claude-Henri Frèches’ Inszenierung von Correia Garçãos Stück Assembleia ou Partida. Im gleichen Jahr gehörte sie zu den Mitbegründerinnen und Mitbegründern des neuen Theaters der Casa da Comédia in der Rua S. Francisco Borja in Lissabon, neben zahlreichen anderen Amateurschauspielern, von denen einige später ebenfalls zu bekannten Namen wurden, insbesondere Frauen wie Zita Duarte, Manuela de Freitas, Fernanda Lapa oder Laura Soveral.
Ihr Studium brach sie 1964 ab, um sich ganz der Schauspielerei zu widmen. Vor allem in Inszenierungen von Fernando Amado entwickelte sie sich danach zu einer routinierten Schauspielerin, in Stücken wie Deseja-Se Mulher von Almada Negreiros, Auto da Índia und Farsa de lnês Pereira (beide von Gil Vicente), trat aber auch mit Rezitationen von Lyrik auf.
1965 verließ sie die Casa da Comédia, um sich an der Gründung des Teatro Experimental in Cascais zu beteiligen, wo sie später Berufsschauspielerin wurde und sich in ihren insgesamt sechs Jahren dort etablierte, in Stücken wie García Lorcas A Casa de Bernarda Alba (Inszenierung Carlos Avilez, 1966), Yves Jamiaques Don Quixote (Insz. Carlos Avilez, 1967), John Osbornes O Tempo e a Ira (Insz. Artur Ramos, 1968), Schillers Maria Stuart (Insz. Carlos Avilez, 1969) oder Labiches Um Chapéu de Palha da Itália (dt. Ein Florentinerhut, Insz. Carlos Avilez, 1970).

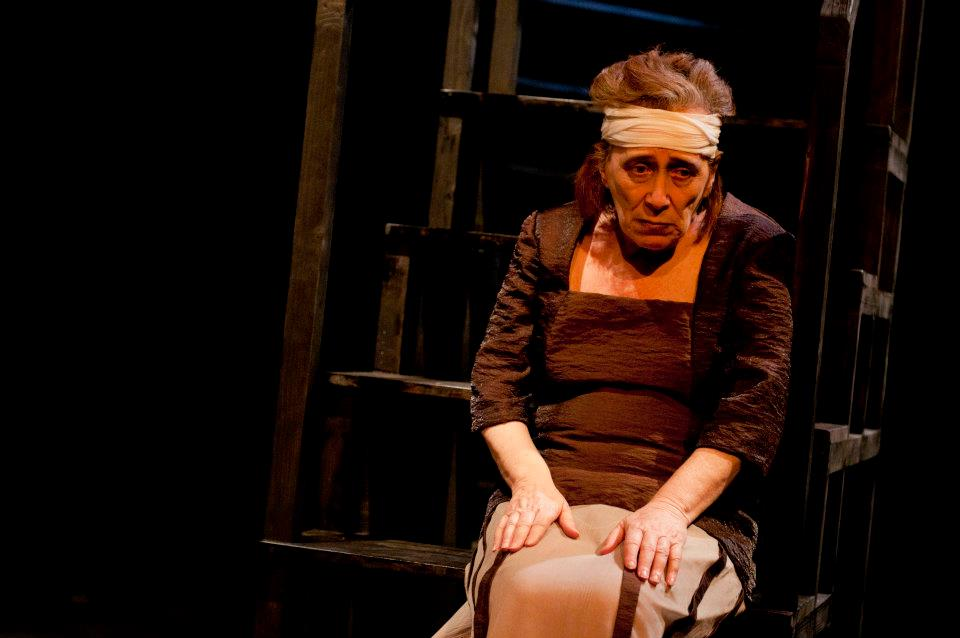
Maria do Céu Guerra am Teatro Cinearte 2012, im von ihr inszenierten Stück D. Maria, a Louca (Antônio Cunha)

Ab 1971 wechselte sie zum Revuetheater und den Komödien, u. a. am Teatro Variedades (im Parque Mayer), am Teatro Laura Alves (des Ehemanns von Laura Alves), am Teatro ABC und am 1964 von Raul Solnado gegründeten Teatro Villaret (hier bis 1974). 1973 kehrte sie zwischenzeitlich zur Casa da Comédia zurück, um für Morais de Castros Inszenierung des Stücks A Doroteia von Nelson Rodrigues auf der Bühne zu stehen.
Nach der tiefgreifenden Nelkenrevolution vom 25. April 1974 spielte sie im Musical Liberdade, Liberdade im Teatro Villaret, war 1975 Mitbegründerin der Theatergenossenschaft Teatro Ádóque und schloss sich einer Gruppe progressiver Theaterschaffender an, die 1975 das Theater A Barraca gründeten und wohin Guerra fortan ihre Hauptaktivität als Theaterschauspielerin verlegte. Einige dortige Aufführungen wurden vom damals staatlichen Fernsehsender RTP übertragen, das schon seit den 1960er Jahren immer wieder Theaterstücke sendete, in denen Guerra mitspielte.
Ihre erste Rolle im Portugiesischen Kino gab ihr Fernando Matos Silva, in seinem Film O Mal Amado (1973), wo sie die Kritik überzeugte. Danach trat sie immer wieder in sehr unterschiedlichen Filmrollen auf, mal extrovertiert, wie häufig auf der Theaterbühne, mal introvertiert und vielschichtig. In Fernando Lopes Erfolgsfilm Crónica dos Bons Malandros überzeugte sie 1984 Publikum und Kritik gleichermaßen in ihrer komischen Rolle als Prostituierte und Bandenmitglied Adelaide Magrinha, und 2015 gewann sie die wichtigsten portugiesischen Filmpreise für ihre Hauptrolle in António-Pedro Vasconcelos’ Sozialdrama Os Gatos Não Têm Vertigens, doch wurde das Kino trotz allem nie ihr Haupttätigkeitsfeld.
Dem Fernsehen wandte sie sich zunächst nur zögerlich zu und spielte dort überwiegend in Literatur- und Theaterverfilmungen, bis sie ab 1999 in der Sitcom Residencial Tejo einen großen Publikumserfolg erlebte. Sie trat danach immer wieder in Talkshows und Unterhaltungsshows (u. a. bei Carlos Cruz und Júlio Isidro) und in weiteren Comedyserien des Fernsehens auf. Insbesondere seit den 2010er Jahren spielte sie auch in Telenovelas und Fernsehserien mit. Ihrem Theater A Barraca blieb sie dabei stets treu und inszenierte gelegentlich auch selbst dort, übersetzte aber auch Dramen und war an der Entwicklung von neuen Stücken beteiligt.

## Auszeichnungen

### Filmpreise
- 2015: Preis der Sociedade Portuguesa de Autores als Beste Schauspielerin, für Os Gatos Não Têm Vertigens
- 2015: portugiesischer Cinema Bloggers Award als Beste Schauspielerin, für Os Gatos Não Têm Vertigens
- 2015: CinEuphoria Award als Beste Schauspielerin, für Os Gatos Não Têm Vertigens
- 2015: Beste Schauspielerin bei den Globos de Ouro 2015, für Os Gatos Não Têm Vertigens
- 2015: Prémio Sophia als Beste Schauspielerin, für Os Gatos Não Têm Vertigens
- 2015: Preis der Fundação GDA für die beste Hauptdarstellung, für Os Gatos Não Têm Vertigens
- 2019: Globo de Ouro für ihr Lebenswerk
- 2021: Prémio Sophia Ehrenpreis[4]

### Orden
- Orden des heiligen Jakob vom Schwert, Ritterkreuz am 24. August 1985
- Orden des Infanten Dom Henrique im Kommandeursrang am 9. Juni 1994
- Orden des heiligen Jakob vom Schwert im Kommandeursrang am 28. September 2021[5]

## Filmografie
- 1964: Azul Existe (Fernsehfilm, Theatermitschnitt); R: Herlander Peyroteo
- 1966: O Estranho Caso de Franklin Milton (Fernsehfilm); R: Pedro Martins
- 1966: A Bela Doroteia (Fernsehfilm, Theatermitschnitt); R: Jorge Listopad
- 1966: Madre Alegria (Fernsehfilm, Theatermitschnitt); R: Ruy Ferrão
- 1967: Veneno á Sua Volta (Fernsehfilm); R: Pedro Martins
- 1967: Riso e Ritmo (Fernseh-Comedyserie), eine Folge (7. Dezember 1967)
- 1967: D. Quixote (Fernsehfilm, Theatermitschnitt); R: Carlos Avilez
- 1967: Crónica do Esforço Perdido (Kurzfilm, Sprechstimme); R: António de Macedo
- 1968: Véspera de Casamento (Fernsehfilm, Theatermitschnitt); R: Victor Manuel
- 1971: O Anfitrião ou Júpiter e Alcamena (Fernsehfilm, Theatermitschnitt); R: Félix Ferreira
- 1973: É o Fim da Macacada (Fernsehfilm, Theatermitschnitt)
- 1974: Cara de Doze Libras (Fernsehfilm); R: Herlander Peyroteo
- 1974: O Mal-Amado; R: Fernando Matos Silva
- 1975: Juan Palmieri (Fernsehfilm); R: Bento Pinto da França
- 1975: Na Armadilha (Fernsehfilm); R: Bento Pinto da França
- 1975: Lerpar; R: Luís Couto
- 1977: Histórias de Fidalgotes e Alcobiteiras, Pastores e Judeus (Fernsehfilm); R: Victor Manuel
- 1978: A Fuga; R: Luís Filipe Rocha
- 1978: A Loja do Mestre André (Fernsehserie)
- 1979: Entre Marido e Mulher... (Fernsehmehrteiler), eine Folge (Permanência , 1979)
- 1980: Sheiks Com Cobertura (Fernseh-Comedyserie), eine Folge (Folge 7)
- 1980: Retalhos da Vida de um Médico (Fernsehserie), eine Folge (Folge Ana Maria)
- 1980: D. João VI (Fernsehfilm, Theatermitschnitt)
- 1981: Edgar Allan Poe: Ungewöhnliche Geschichten (Fernsehserie), eine Folge (La lettre volée  1981)
- 1981: Guerra do Mirandum; R: Fernando Matos Silva
- 1981: A Carta Roubada (Kurzfilm); R: Ruy Guerra
- 1983: Impossível Evasão (Fernsehfilm); R: Eduardo Geada
- 1983: Capitali culturali d'Europa (ital. Fernsehserie), eine Folge (Lisboa Cultural, Abschnitt Gil Vicente, von Manuel de Oliveira)
- 1984: Casino Oceano (Fernsehfilm), R: Lauro António
- 1984: Azul, Azul (Sprechrolle); R: José de Sá Caetano
- 1984: Crónica dos Bons Malandros; R: Fernando Lopes
- 1985: Saudades para Dona Genciana; R: Eduardo Geada
- 1985: Vamos Contar Mentiras (Fernsehfilm, Theatermitschnitt)
- 1985: Só Acontece aos Outros; R: Luís Filipe Costa
- 1985: Moura Encantada; R: Manuel Costa e Silva
- 1986: Fernão, Mentes? (Fernsehfilm); R: Helder Duarte
- 1987: Calamity Jane (Fernsehfilm); R: Helder Duarte, Helder Costa
- 1987: Um Dia na Capital do Império (Fernsehfilm); R: Helder Duarte
- 1988: Muito Tarde para Ficar Só (Fernsehfilm); R: Luís Filipe Costa
- 1989: Esta Noite Sonhei com Brueghel (Fernsehmehrteiler)
- 1991: Os Cornos de Cronos; R: José Fonseca e Costa
- 1991: O Menino de Sua Mãe  (Fernsehfilm); R: Luis Nestor Ribeiro
- 1992: S.O.S. Stress (Fernsehkurzfilm); R: Sérgio Godinho
- 1992: Mau Tempo no Canal (Fernsehmehrteiler)
- 1993: Terra Instável (Fernsehserie), eine Folge ( Quem Tem Medo de Chopin? 1993)
- 1993: A Chama Sagrada (Fernsehfilm); R: Bento Pinto da França
- 1993: Conto de Natal (Fernsehfilm); R: Maurício Farias, Álvaro Fugulin
- 1994: A Estrela (Kurzfilm); R: Frederico Corado
- 1995: La Musica (Fernsehfilm); R: Bento Pinto da França
- 1998: O Anjo da Guarda; R: Margarida Gil
- 1999–2002: Residencial Tejo (Comedy-Fernsehserie)
- 2003: Santos da Casa (Comedy-Fernsehserie), eine Folge (A Casa das Espíritas 2003)
- 2004: Portugal S.A.; R: Ruy Guerra
- 2008: Casos da Vida (True-Crime-Fernsehserie), zwei Folgen (Último Recurso  und Polaróides da Minha Avó)
- 2009: Anthero – O Palácio da Ventura (Fernsehfilm); R: José Medeiros
- 2010: Perdida Mente; R: Margarida Gil
- 2011–2012: Velhos Amigos (Fernsehserie)
- 2014: Melhor do que Falecer (Comedy-Fernsehserie)
- 2014: Os Gatos Não Têm Vertigens; R: António-Pedro Vasconcelos
- 2015: O Livreiro de Santiago (Fernsehfilm); R: José Medeiros
- 2014–2015: Jardins Proibidos (Telenovela)
- 2016: Bastien (Kurzfilm); R: Welket Bungué
- 2016: Soltar (Kurzfilm); R: Jenna Hasse
- 2016–2017: A Impostora (Telenovela)
- 2017: Escrito no Basalto (Fernsehserie)
- 2017: A Família Ventura (Fernsehmehrteiler)
- 2018: Clarabóia (Fernsehfilm); R: João Cayatte
- 2019: Lisboa Azul (Fernsehmehrteiler), zwei Folgen (Folgen 5 und 7)
- 2021–2022: Festa é Festa (Telenovela)
- 2022: Quatro Mulheres ao Pé da Água (Fernsehfilm); R: Claudia Clemente